# 豊永駅
豊永駅（とよながえき）は、高知県長岡郡大豊町東土居にある、四国旅客鉄道（JR四国）土讃線の駅である。駅番号はD29。
かつては、急行列車も停車、急行列車廃止後も特急列車の一部が停車していたが、現在は普通列車のみが停車している。

## 歴史
- 1934年（昭和9年）10月28日：開業[2]。
- 1962年（昭和37年）2月20日：土佐岩原駅との間で大規模な土砂崩れが発生。同年3月26日に仮復旧[4]、翌年に新線に切り替え。
- 1969年（昭和44年）10月1日：配達の取扱を廃止[2]。
- 1970年（昭和45年）10月1日：小口扱貨物の取り扱いを廃止[2][2]。
- 1984年（昭和59年）2月1日：駅員無配置駅となり[5][6]、簡易委託駅化。同時に荷物の取り扱いを廃止。
- 1987年（昭和62年）
  - 2月：現駅舎竣工[7]。
  - 4月1日：国鉄分割民営化によりJR四国の駅となる[2]。
- 1988年（昭和63年）3月1日：簡易委託駅から直営駅となる[8]。
- 2010年（平成22年）9月1日：無人化[3][9]。
- 2025年度（令和7年度）：駅舎を解体（予定）。[10]

## 駅構造

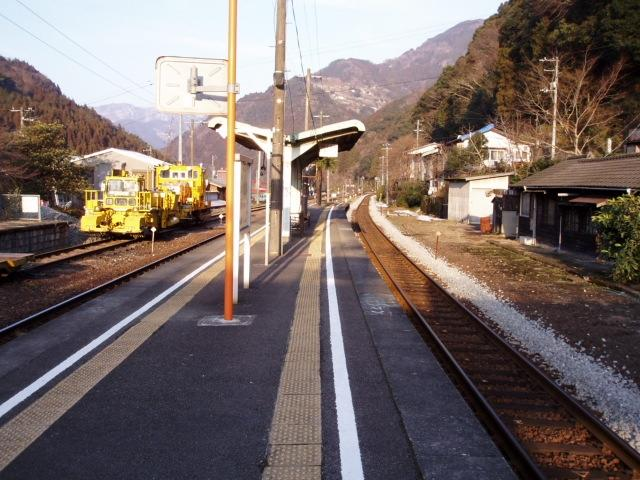
ホーム（2006年1月）

もともとは2面3線のホームだったが、今は3番線での客扱いが廃止され島式ホーム1面2線で一線スルーになっている。ただし、停車列車は特急の待ち合わせがない場合、一部の例外を除いて方向別にホームを使い分けている。3番線は高知側からの出入ができなくなったが、工作機械留置線として、ホームは国道とのアプローチの関係から残存している。
駅横には貨物用ホーム跡、木造の職員詰所があり国鉄時代の匂いがかすかに残っている。
かつてログハウスのような駅舎には平日の午前中のみ駅員が配置されていたが、2010年9月1日に完全な無人駅となった。

### のりば
| のりば | 路線    | 方向 | 行先                 | 備考          |
| ------ | ------- | ---- | -------------------- | ------------- |
| 1      | ■土讃線 | 上り | 大歩危・阿波池田方面 | 一部2番のりば |
| 2      | ■土讃線 | 下り | 土佐山田・高知方面   | 一部1番のりば |

## 駅周辺
- 土讃線全通記念碑
- 梶ヶ森（山頂付近の「山荘梶ヶ森」には宿泊施設、天文台が併設されている）
- こんどうストアー - スーパーマーケット
- 定福寺（古代ハスがある。かつてはユースホステルも併設されていたが現在は行っていない）
- 大豊町立大豊小学校
- 国道32号
- 国道439号
- 高知県道260号豊永停車場線

### バス路線
駅前に「豊永駅前」停留所があり、ゆずバス（大豊町町民バス）の西峰線（大豊学園 - 漉長上（）、大畑井）が発着する。

## 隣の駅
四国旅客鉄道（JR四国）
■土讃線
■普通
土佐岩原駅 (D28) - 豊永駅 (D29) - 大田口駅 (D30)